# Joseph René Bellot

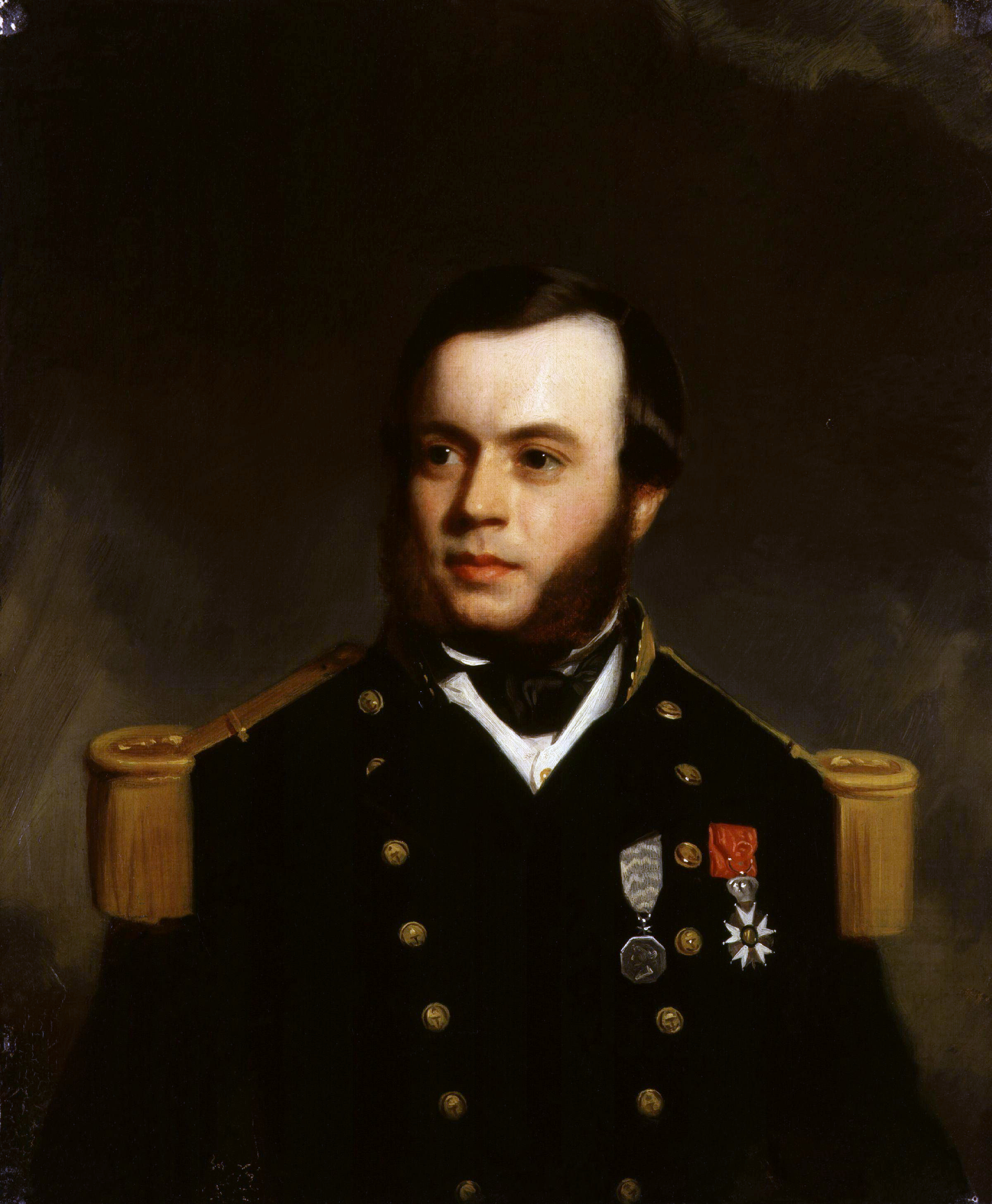
Joseph René Bellot, målning av Stephen Pearce, 1851.

Joseph René Bellot, född 18 mars 1826 och död 18 augusti 1853, var en fransk sjöofficer och polarforskare.
Bellot gjorde sig tidigt bemärkt som sjöofficer, deltog som sekond på skeppet Prince Albert under William Kennedy i dennes expedition för sökandet efter John Franklin 1851-52, varvid Bellotsundet mellan Boothiahalvön och Somersetön som namngavs efter honom. Under en expedition till polarhavet med ångfartyget Phönix under Edward Augustus Inglefield året därpå drunknade Bellot vid Cap Bowden på Devonön.
Bellot utgav Journal d'un voyage aux mers polaires (6:e upplagan, 1885).